# Loveland (album)
Pour les articles homonymes, voir Loveland.
Albums de Miliyah Katō
True Lovers
(2012) The Best
(2014)
Singles
Loveland est le 7ealbum de Miliyah Katō, sorti sous le label Mastersix Foundation le 19 février 2014 au Japon. Il contient les pistes titres de ces trois derniers singles : Emotion, Lonely Hearts et Love / Affection. Il atteint la 3e place du classement de l'Oricon. . Il se vend à 29 104 exemplaires la première semaine, et reste classé pendant 10 semaines, pour un total de 49 889 exemplaires vendus.

## Liste des titres
| 1.  | Lonely Hearts                                   |  |
| 2.  | Shape of love                                   |  |
| 3.  | Love / Affection                                |  |
| 4.  | Unique                                          |  |
| 5.  | Kamisama (神様)                                 |  |
| 6.  | The One                                         |  |
| 7.  | Emotion                                         |  |
| 8.  | Lover -Episode II-                              |  |
| 9.  | Pride                                           |  |
| 10. | You’re Beautiful                                |  |
| 11. | Run Free (avec Ai & Verbal)                     |  |
| 12. | One Night Only                                  |  |
| 13. | Reisei to Jounetsu no Aida (冷静と情熱のあいだ) |  |
| 14. | Loveland                                        |  |

| 1. | Kamisama (神様 (Clip vidéo))         |  |
| 2. | Lonely Hearts (Clip vidéo)           |  |
| 3. | Love/Affection (Clip vidéo)          |  |
| 4. | Emotion (Clip vidéo (Original ver.)) |  |
| 5. | Kamisama (神様 -Behind The Scene-)   |  |